# ダークグリーン
『ダークグリーン』は、佐々木淳子による日本の少女漫画作品。
『週刊少女コミック』（小学館）に連載された。1983年第2号から1983年23号までの連載を第1章とし、その後第2章が隔月刊雑誌『コロネット』の1984年4月号から1988年2月号まで連載された。単行本全10巻。後にMF文庫（メディアファクトリー）から全5巻。

## 概要
「R-ドリーム」と呼ばれる奇妙な夢世界を舞台とし、「ゼル」と呼ばれる怪物たちと人間たちとの戦いを通じ、世界規模での環境問題を訴える意欲作。夢世界を描いた佐々木作品には他に、1980年に『コロネット』創刊号に掲載された『赤い壁』があり（後に東京三世社発行の短編集『Who!』に収録）、両者が比較対象となることも多い。
当初の『週刊少女コミック』での第1章連載末期には、作中で軍隊などが登場する作風が少女漫画らしくなく、雑誌の編集方針にそぐわないとの理由で連載中止を言い渡され、作品序盤にして打ち切りの危機に陥っていた。当時の佐々木はもう一つの連作作品として『ブレーメン5』を『コロネット』に連載していたが、『ブレーメン5』が同様に少女漫画のイメージが少ないにもかかわらず連載が許されているのは『コロネット』の作風が比較的自由だからと知り、『ダークグリーン』の執筆を強く熱望したことから、1984年春時点で『ブレーメン5』を休載。『コロネット』上で『ダークグリーン』第2章の執筆が開始された。
こうして連載が続行された本作は、後に佐々木作品の最高傑作と呼ばれるほどの大作となり、連載中のバレンタインデーには読者から作中の登場人物宛に、仕事場を埋め尽くすほどのチョコレートが届くほどだった。実現はしなかったものの、一時はレコード化、さらにはアニメ化の話もあったという。
外伝作品や続編作品については、後述の#派生作品を参照。

## あらすじ
198□年12月20日。その日、世界中の人間が同じ夢を見た。
「R-ドリーム」と呼ばれるその夢の中で、人々は「ゼル」と呼ばれる謎の侵略者たちと戦い続ける。R-ドリームから出られなくなった人間は、現実では植物人間状態となり、R-ドリームの中を彷徨う羽目になる。そしてR-ドリームでの死は、現実での死となる。
美大浪人生・西荻北斗は、R-ドリームで戦士ホクトとなり、R-ドリーム最強と言われながらも自分の正体を知らずにR-ドリーム内から出られない少年リュオン、金色の肌の少女ミュロウらと知り合い、共にゼルと戦う。そして彼らはやがて、この世界の秘密へと迫っていく。

## 登場人物
なおR-ドリームに入れる者は、現実の容姿とは別にR-ドリームでの容姿を持つ。R-ドリームでの容姿は原則として、現実の記憶を持つ者は現実に近い容姿となるが、必ずしも現実そのままの容姿になるとは限らない。
西荻 北斗（にしおぎ ほくと）
美術大学浪人生、20歳。R-ドリームでは戦士ホクトとなり、その戦力はR-ドリームでも屈強を誇る。リュオンと知り合い、自分の正体を知らずに悲しむ彼の姿を見て、彼の正体を探し始める。実は現実の北斗とは別にR-ドリームの戦士ホクトの人格が存在しており、現実の北斗がR-ドリームへ入る以前から、現実の記憶を持つR-ドリームの戦士ホクトがゼルと戦っていた。しかしある事情からホクトは自らの記憶を封印し、現実の北斗がR-ドリームで戦うことになる。
磯貝 はまぐり（いそがい はまぐり）
北斗の友人で、美大三浪。21歳。家は金持ちで、浪人生ながら遊び三昧の日々を送っている。R-ドリームには入れないが現実世界に進出してきたゼルを見ることはできる。
西荻 すばる（にしおぎ すばる）
北斗の兄で、サラリーマン。極めて現実主義で、弟の北斗が美術家を目指すことにも否定的で、普通の大学や社会人への道を勧めている。R-ドリームのことも「現実逃避」と呼んで相手にしていない。
リュオン
R-ドリームの中でも最強と言われる少年戦士。現実世界に戻ることはできず、現実での記憶も一切憶えていない。外見は中学生ほど。北斗を慕っており、共にゼルと戦い続ける。
ミュロウ
R-ドリームで北斗やリュオンと行動を共にする、黄金の肌を持つ少女戦士。一人称に「僕」を名乗ることを始めとして男のような言葉遣いをする。戦力は北斗と互角。北斗に好意を抱いている。現実世界ではルパート・ダインというイギリス人男性で、ジャーナリスト（カメラマン）。ミュロウは現実での自分の姿を、ルパートはR-ドリームでの自分の姿を共に自覚していないが、後にルパートはミュロウの記憶のみを引き継げるようになった。ミュロウのほうはルパートを認識できないまま。
ガストン・バロー
西ドイツのソルボ大学教授。心理学者で、R-ドリーム研究家でもある。R-ドリームでは甲冑姿の老戦士となる。北斗と知り合い、彼の良き理解者、協力者となる。
一時的にR-ドリームへ入れなくなる現象が起きた際は、身元が分かった人物と言うことでわざわざ北斗に会いに来日した。後に“老”（後述）になる。
フィーン
R-ドリームの中で、風を奏でてR-ドリームの秘密を語るという謎の少女。神出鬼没で言葉は話せない。武器に手を触れて植物化させ戦力を失わせる能力を持つ。
その正体は、産まれた直後にR-ドリーム患者となった赤子（特定の人物ではない）で、人間界の精神世界の象徴。そのため、何らかの理由でフィーンが消えても別のフィーンが誕生する。
クレイン
R-ドリームの北の果てを、10人の騎馬を引き連れて旅する屈強の女戦士。北斗のことを以前から知っているような言動を見せる。現実での記憶は持っているものの、R-ドリーム発生日以来、R-ドリームから出られずにいる。現実世界ではルツ・ヘルマンという16歳の東ドイツ人女性。北斗が現実世界のリュオンを探し出すべく会いに来たとき、彼女こそ現実世界のリュオンだと思ったが、実際には違っていた。
記憶を封印する前のホクトに従い、ホクトと共にリュオンを産み出した。
R-ドリーム内でクレインに殺された人間は、R-ドリーム内での記憶、人格を失うが現実世界で目覚めることができる。
アブドル・アリ・アーメッド
クレインの部下。29歳のエジプト人青年。クレインと共に北の果ての旅を続けており、主君であるクレインを愛しているが、彼女のホクトへの想いを知っているため、あくまで忠実な部下としてクレインに従う。
ヘイテス
R-ドリーム内でゼルに対抗しようと巨大要塞と軍隊組織を造り上げる。自身の英雄化願望もあり、自分の意見に従わなかったリュオン、ホクト、ミュロウたちを監禁し、自分の言いなりに動く傀儡の贋リュオンを仕立てたりもする。
自分らが造り上げた対ゼル用兵器や要塞そのものがゼル化してしまう。ヘイテスは自らの誤りを悟ると、要塞を自爆させ、要塞とともに散る。
ヤグ・ゴーマン
ヘイテスの副官として登場。ヘイテスの要塞崩壊後もゼルと戦うため、R-ドリームを苦悩しつつ放浪する。
放浪の果てに、謎の老人から「これが真理だ」と小さな輝くピラミッド「トゥーポ」を渡される。トゥーポに迷いを問いかけると、即座に返答があり、しかもその答えは常に正しかった。やがてヤグ・ゴーマンは新興宗教トゥーポ教の教主として物語終盤で一大勢力を率いるようになる。
“老”
老齢のR-ドリーム患者のうち、自然と半ば一体化することにより、人間の精神世界へ干渉する能力を得た者。いわばフィーンの老人版で、同様に現実世界では全員が植物人間となっている。全員で24人が存在しており、全員の“老”が力を合わせることで、人間の精神世界に干渉しリュオンを産み出したり、全世界の人間のバイオリズムを調整し、特定の時間に世界の大多数が自然に眠るように仕向けた。現実世界への干渉を巡って、ゼルとの争いも行っている。
プランテル
正式名称はプランテル・プランティ・プランツェルロウ。ミュロウを養分として産まれた植物の意識と人間の意志の橋渡しができる唯一の存在。ホクトとリュオンを「ダークグリーン」へと導く。
ゼル
R-ドリームにおいて人類を脅かす謎の存在。R-ドリーム内の無生物に憑り付き自立して、R-ドリーム内にいる人間を殺していくが、人間が触れている無生物には取り付けない。取りつかれた無生物は、スライムのように軟体化も可能となる。
その正体は、「ダークグリーン」が地球の環境破壊の要因となるあらゆる要素を「人類を脅かす敵」としてR-ドリームと共に具象化した存在。そのため北斗の目を通して現実世界を見たリュオンには、現実の様々な物体がゼルに見えた。
ダークグリーン
厳密には登場人物と言えないが、便宜上ここに記す。
R-ドリームやゼルを生み出した存在。その正体は、地球上に存在する全ての植物の意思の統合体。人間の現代文明が地球の環境破壊を引き起こしていることを憂い、しかし人間とのコミュニケーション能力を持たないため、人間の無意識世界に干渉しR-ドリームを介して環境保護を訴えていたが、人間側にその意図は通じていなかった。

## 派生作品
単独記事のある作品については、詳細は内部リンク先を参照。
『ラデル』
フルカラーによる外伝作品。連載中の1985年に、隔月刊雑誌『ウィングス』（新書館）上で3回に渡り掲載。後に佐々木のイラスト集『Dark green visual message 夢』（小学館、ISBN 978-4-09-199581-0）に収録され、『ダークグリーン』がメディアファクトリーにより文庫本化された際には第5巻に収録された。
『リュオン』
2002年に発表された外伝作品。
『ディープグリーン』
続編作品。2007年からウェブコミックとして制作され、『MiChao!』（講談社）において連載された。佐々木は、「続編を描くことができるのは、旧作を愛するファンがいるということ」と喜びを語っている。
『ディメンショングリーン』
シリーズ第3作。本作連載開始時の構想ではこの3部作構成となっていたが、単行本最終巻の後書きで、Michao!が終了したこともあって第3作の実現は不明とされており、佐々木も自分自身の作品が近年の漫画と比較して異端なもののため、第3作実現は困難との見方を示していた。その後、担当編集者の助言などもあり、2010年に同人誌として出版され、後に電子書籍としての販売もされている。